# Michael Uhlig
Michael Uhlig (geb. 1896 in  Ober-Schreiberhau; gest. 1966 in Salem) war ein schlesischer Maler der Künstlergilde St. Lukas. Nach dem  Krieg gehörte zur Künstlergruppe Überlinger Bodenseeclub.
Uhlig näherte sich der abstrakten Malerei an.